# آدریان کریشان
آدریان کریشان (انگلیسی: Adrian Crișan؛ زادهٔ ۷ مهٔ ۱۹۸۰) یک بازیکن تنیس روی میز اهل رومانی است. 
وی در مسابقات کشوری و بین‌المللی در مجموع برنده ۴ مدال برنز شده‌است.